# کانتاریدین
کانتاریدین (به انگلیسی: Cantharidin) با فرمول شیمیایی C۱۰H۱۲O۴ یک ترکیب شیمیایی است. که جرم مولی آن ۱۹۶٫۲۰ g/mol می‌باشد. 